# Vestec u Prahy

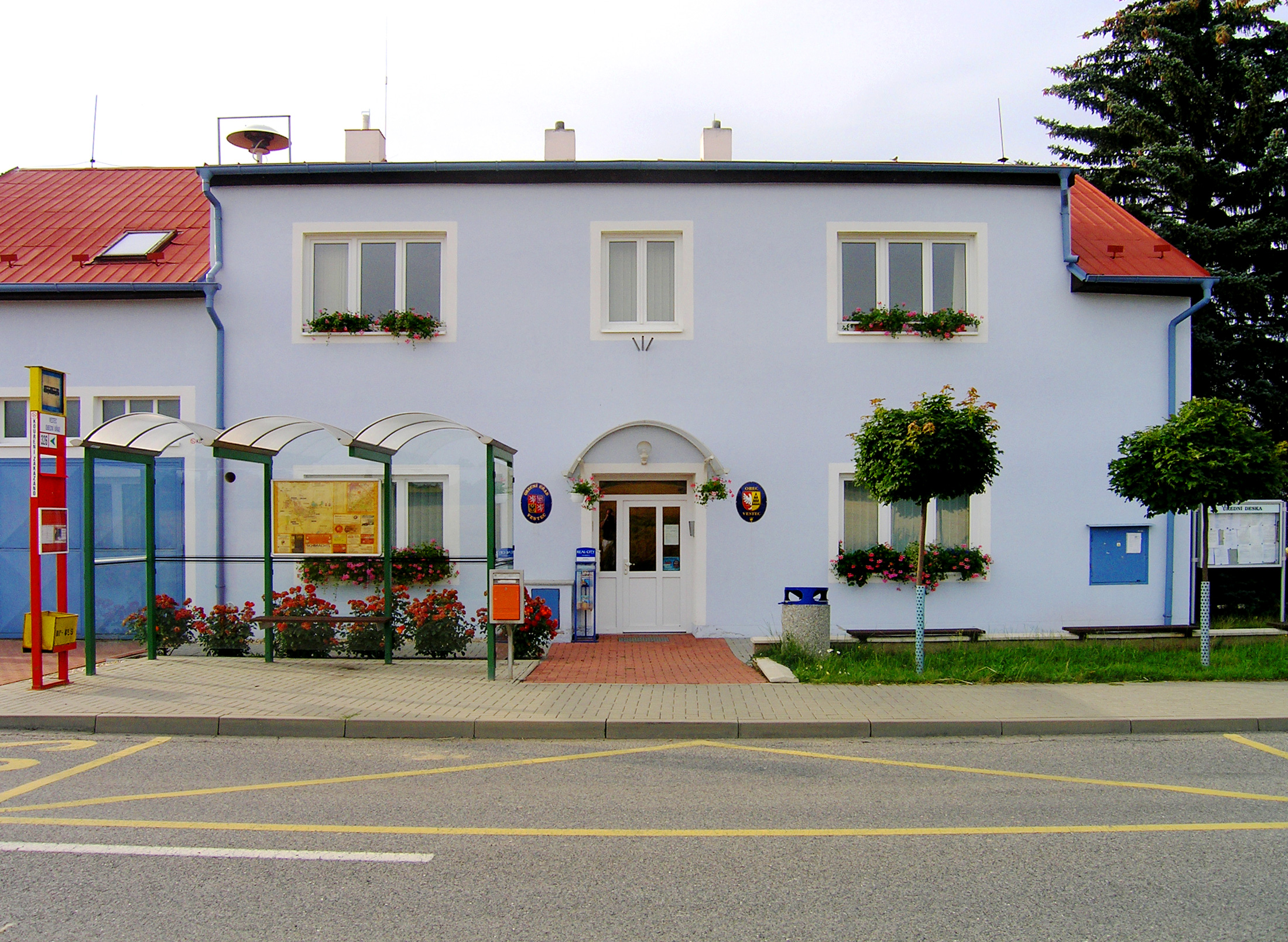
Gemeindeamt

Vestec (deutsch Westetz) ist eine Gemeinde in Tschechien. Sie liegt 14 Kilometer südöstlich des Stadtzentrums von Prag an dessen Stadtrand und gehört zum Okres Praha-západ.

## Geographie
Vestec befindet sich auf der Prager Hochfläche (Pražská plošina) im Quellgebiet der Bäche Olšanský potok und Vestecký potok. Durch den Ort führt die Straße II/603 von Kunratice nach Jesenice, westlich verläuft die Dálnice 0.
Nachbarorte sind U Vesteckých, Kunratice und Hrnčíře im Norden, Rozkoš und Hole im Nordosten, Zdiměřice im Osten, Jesenice im Süden, Šátalka, Zlatníky und Hodkovice im Südwesten, Točná und Cholupice im Westen sowie Vrtilka und Písnice im Nordwesten. 

## Geschichte
Die erste schriftliche Erwähnung von Beska erfolgte am 10. Januar 1360, als König Karl IV. den Magdeburger Burggrafen Johann von Hardegg mit der Burg Kostelec und den zehn zugehörigen Dörfern belehnte. Vestec gehörte bis 1437 nachweislich zu den Besitzungen der Burg Kostelec. Da Kuneš Rozkoš von Dubá, der Kostelec ab 1443 besaß, Raubzüge in die Umgebung unternahm, wurde die Burg durch Zdenko von Sternberg belagert und 1450 eingenommen. Ab 1454 stand das Dorf unter der Verwaltung des Magistrats Prager Altstadt und wurde danach Teil der Herrschaft Dolní Břežany. Nach der Schlacht am Weißen Berg wurde 1623 die Gabriel Christoph Želínský von Sebuzín gehörige Herrschaft konfisziert. 1715 erwarb der Prager Erzbischof Franz Ferdinand von Kuenburg die Herrschaft; nachfolgend verblieb Vestec immer im Besitz des Prager Erzbistums.
Im Jahre 1843 bestand Westetz aus 30 Häusern mit 175 Einwohnern, darunter einer protestantischen Familie. Abseits lagen die Einschichten Schatalka (vier Häuser, darunter ein Wirtshaus und eine Schmiede) und Drast (obrigkeitlicher Meierhof mit Schäferei). Pfarrort war Kundratitz. Bis zur Mitte des 19. Jahrhunderts blieb Westetz der Herrschaft Dolní Břežany untertänig.
Nach der Aufhebung der Grundherrschaften bildete Vesce ab 1850 eine Gemeinde im Gerichtsbezirk Eule. Die heutige Namensform Vestec wird seit den 1870er Jahren verwendet. Ab 1869 gehörte die Gemeinde zum Bezirk Karolinenthal, ab 1878 zum Bezirk Königliche Weinberge und ab 1921 zum Okres Jílové. 1930 lebten in Vestec 298 Personen. 1950 wurde die Gemeinde dem Okres Praha-východ zugeordnet, seit 1961 gehört sie zum Okres Praha-západ. Der Československý rozhlas errichtete 1953 einen Sendeturm in Šátalka, er wurde 1983 wieder abgetragen. 1970 bestand Vestec aus 104 Häusern und hatte 413 Einwohner. Von 1980 bis 1990 war Vestec nach Jesenice eingemeindet. Seit dem Ende des 20. Jahrhunderts wuchs die Einwohnerzahl von Vestec wegen der Lage am Vorortgürtel der Hauptstadt und die Errichtung neuer Wohngebiet stark an.

## Gemeindegliederung
Für die Gemeinde Vestec sind keine Ortsteile ausgewiesen. Grundsiedlungseinheiten sind U Hrnčířů, U Vodárny und Vestec. Zu Vestec gehört zudem die Siedlung Šátalka (Schatalka).

## Sehenswürdigkeiten
- Glockenturm
- Planetenweg vom Vestecký rybník bis zur Prager Stadtgrenze
- Naturbühne